# Sainte-Jamme-sur-Sarthe
Sainte-Jamme-sur-Sarthe ist eine französische Gemeinde mit 1.964 Einwohnern (Stand: 1. Januar 2022) im Département Sarthe in der Region Pays de la Loire. Sie gehört zum Arrondissement Le Mans und zum Kanton Bonnétable. Die Einwohner werden Saint-Jammois bzw. Saint-Jammiens genannt.

## Geographie
Sainte-Jamme-sur-Sarthe liegt etwa 15 Kilometer nördlich von Le Mans an der Sarthe. Umgeben wird Sainte-Jamme-sur-Sarthe von den Nachbargemeinden Montbizot im Norden und Osten, Souillé im Süden und Südosten, La Bazoge im Süden und Südwesten sowie Saint-Jean-d’Assé im Westen und Nordwesten.
Durch die Gemeinde führen die Autoroute A28 und die frühere Route nationale 138 (heutige D338).

## Bevölkerungsentwicklung
| Jahr      | 1962 | 1968 | 1975 | 1982 | 1990 | 1999 | 2006 | 2012 | 2018 |
| Einwohner | 1754 | 1792 | 1769 | 1700 | 1640 | 1669 | 1973 | 2095 | 2043 |

## Sehenswürdigkeiten

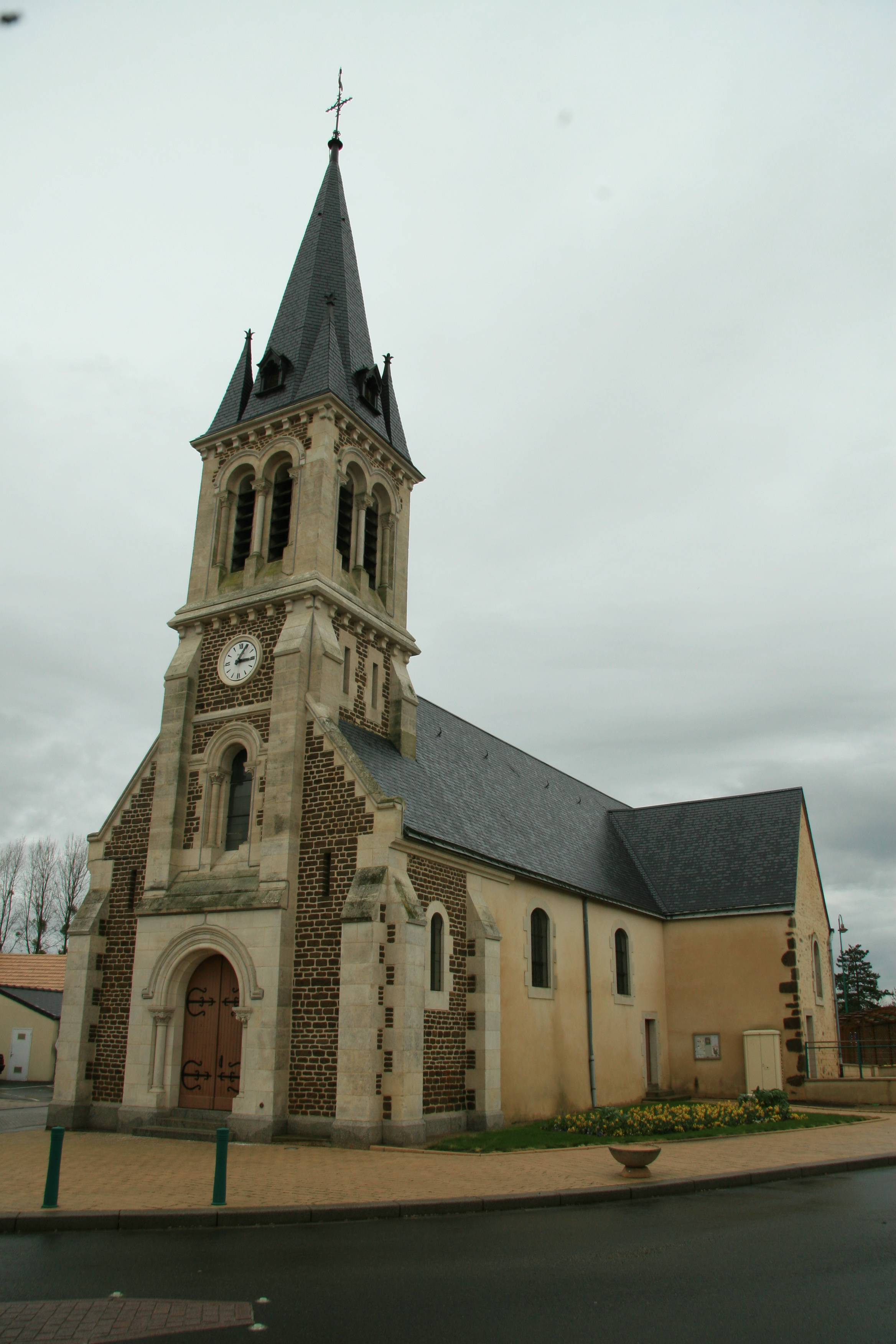
Kirche Sainte-Jamme
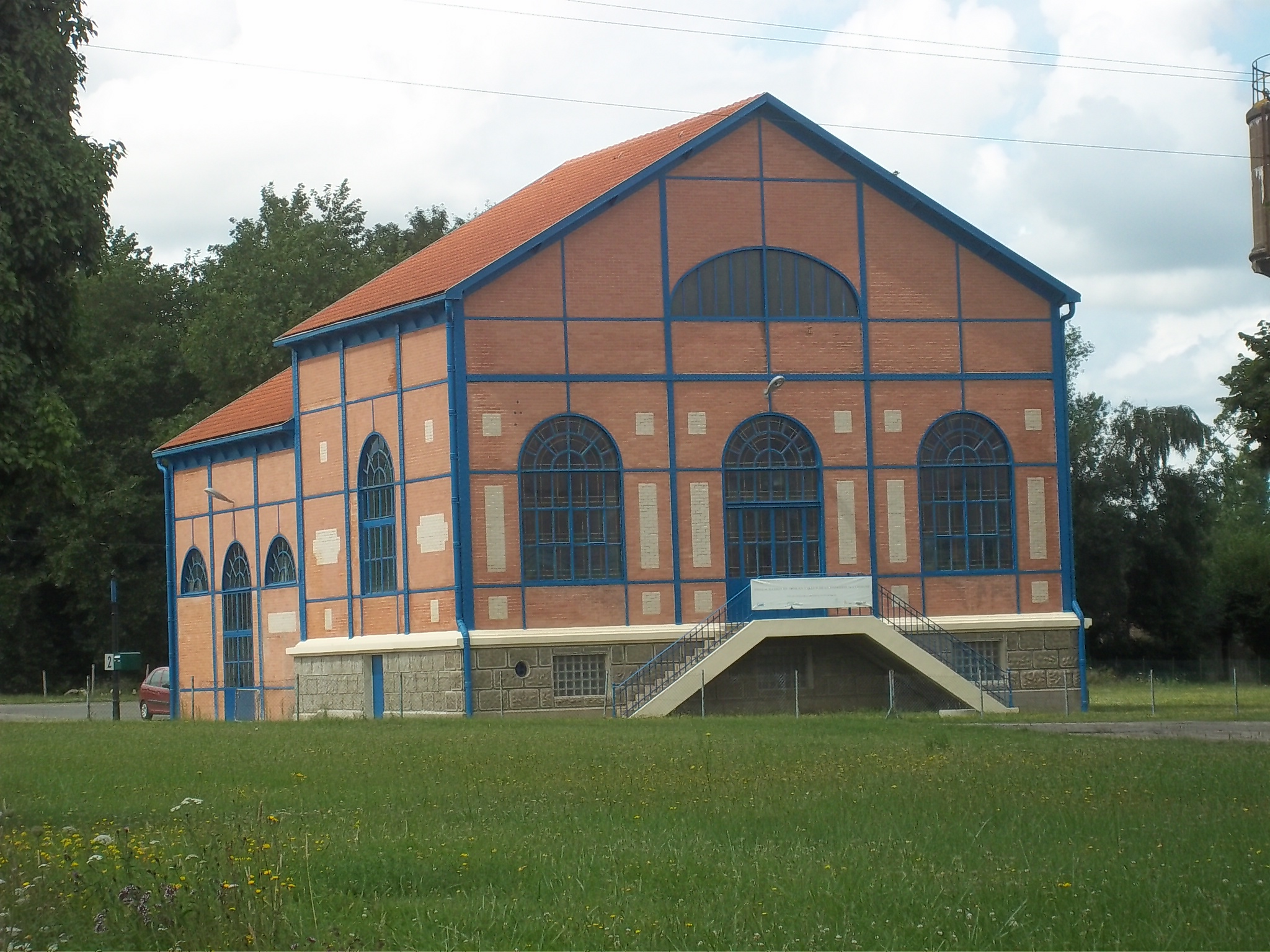
Alte Schmiede

- Kirche Sainte-Jamme
- Alte Schmiede